# Mycomya
Mycomyia, Sciobia
Genre
Synonymes
- Mycomyia Rondani, 1856
- Sciobia Loew, 1850

Mycomya est un genre d'insectes diptères de la famille des Mycetophilidae (les « moucherons fongiques »).

## Classification
Le genre Mycomya a été créé en 1856 par l'entomologiste italien Camillo Róndani (1808-1879).

### Synonymes
- Mycomyia Rondani, 1856
- Sciobia Loew, 1850

## Espèces fossiles
Selon Paleobiology Database en 2023, les espèces fossiles référencées sont au nombre de dix-neuf :
- †Mycomya aristei Cockerell, 1923
- †Mycomya cockerelli Johannsen, 1912
- †Mycomya crassicornis Meunier, 1904
- †Mycomya curvithoracis Théobald, 1937
- †Mycomya fossilis Statz, 1944
- †Mycomya helmii Meunier, 1904
- †Mycomya hoolei Blagoderov, 2019
- †Mycomya hubaulti Théobald, 1937
- †Mycomya kuhni Statz, 1944
- †Mycomya lithomendax Cockerell, 1915
- †Mycomya oblita Cockerell, 1921
- †Mycomya palaeocenica Blagoderov, 2007
- †Mycomya peduncularis Loew, 1850
- †Mycomya reisingeri Statz, 1944
- †Mycomya subquadrata Meunier, 1904
- †Mycomya umbonata Statz, 1944
- †Mycomya unicolor Statz, 1944
- †Mycomya vetusta Heer, 1849
- †Mycomyia fulvescens Statz, 1944[1]

## Liste d'espèces
Il y a 401 espèces décrites dans ce genre Mycomya,,,.
Data sources: i = ITIS, c = Catalogue of Life, g = GBIF, b = Bugguide.net

## Galerie

Quelques espèces vivantes du genre Mycomya.
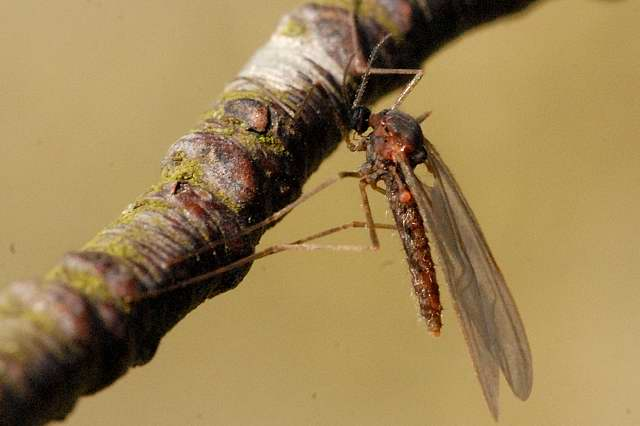
Mycomya fuscata.
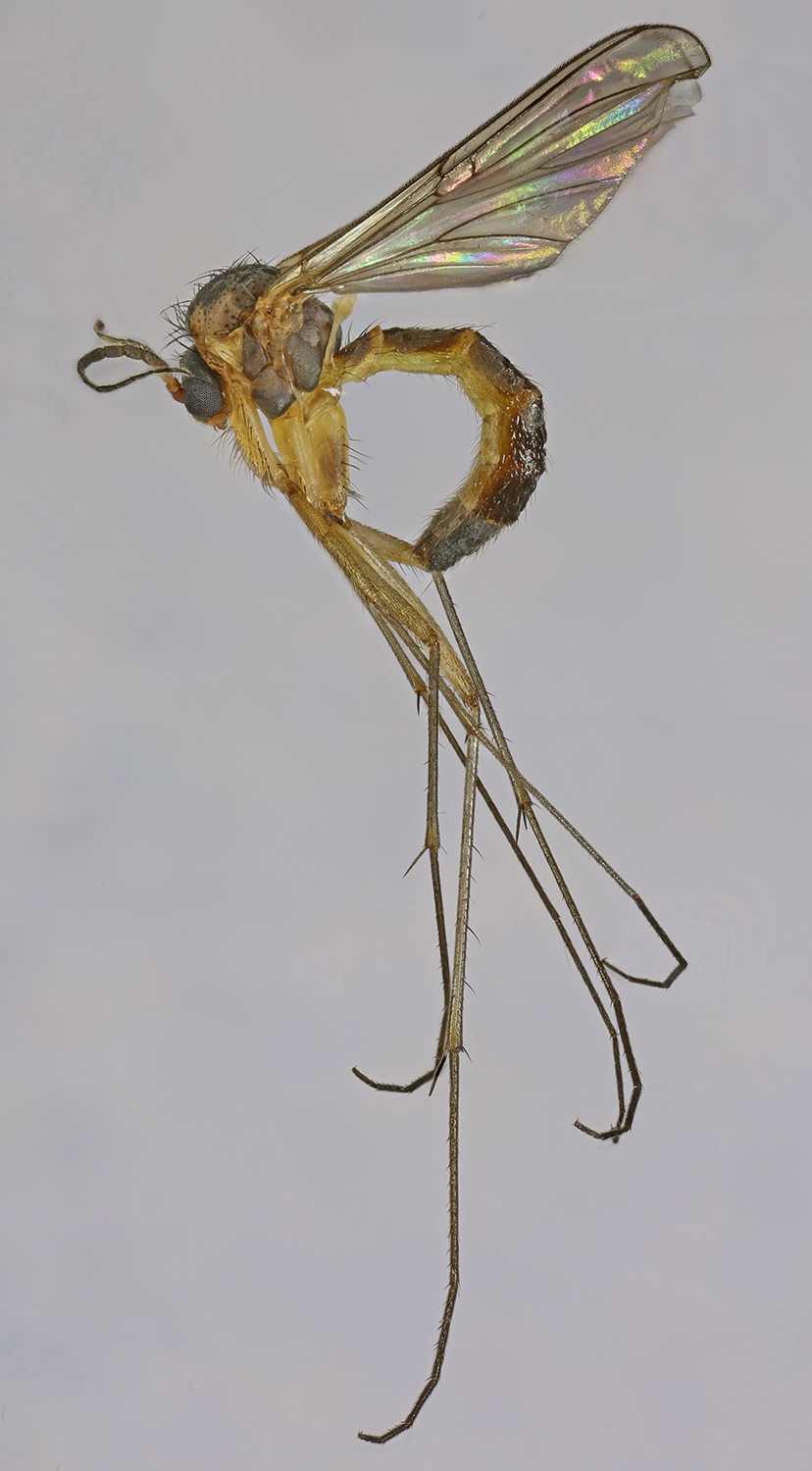
Mycomya cinerascens.
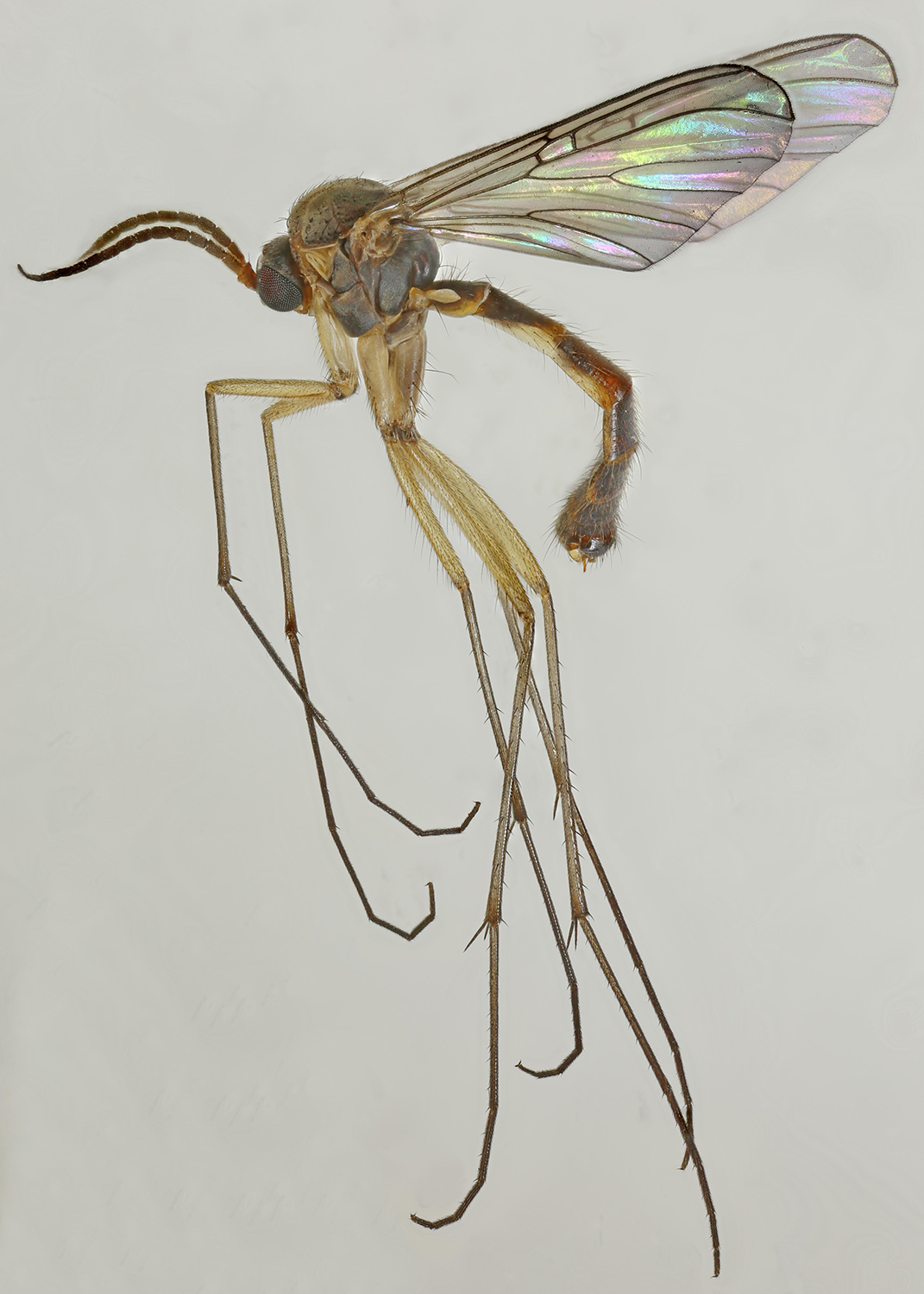
Mycomya tumida.
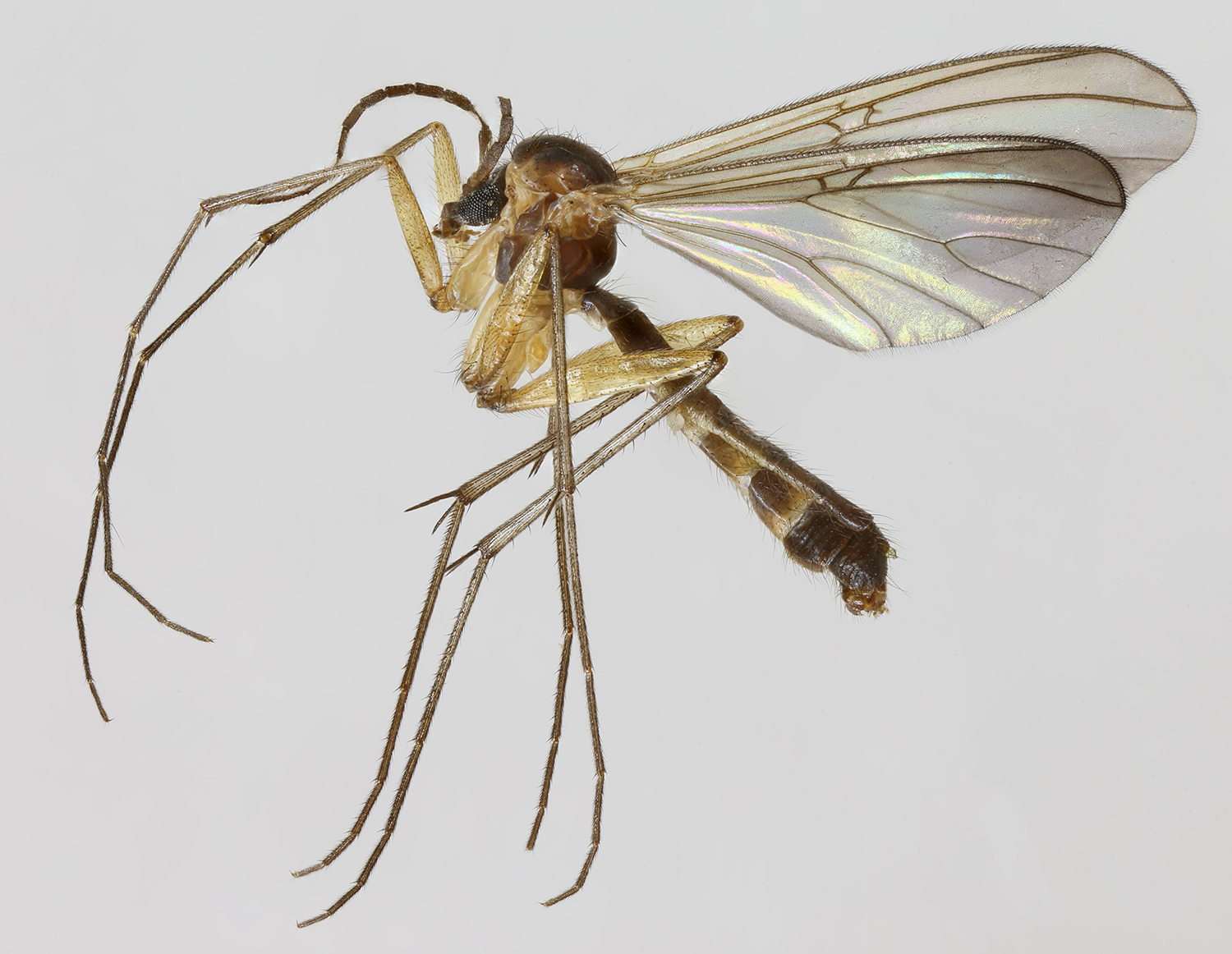
Mycomya pectinifera.